# Látaná dolina
Látaná dolina je dolina v Roháčích.
Do Roháčské doliny ústí při Zverovke. Protéká jí potok Látaná a vede ní žlutě značený chodník ze Zverovky na Rákoň (1876 m n. m.). Na začátku na levé straně je partyzánský hřbitov a na pravé straně horáreň. Cesta je dlouho asfaltová a kopíruje levý břeh potoka. Je studenější a méně slunečná než roháčská dolina. Nejsou z ní výhledy na hřeben Roháčů. Na severních svazích závěru doliny leží NPR Kotlový žlab.